# كنال+ فووت
كنال+ فووت هي قناة تلفزيونية فرنسية مدفوعة مخصصة لبث مباريات كرة القدم وتنتمي إلى باقة كنال+ سبورت.

## تاريخ القناة

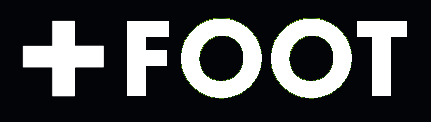
كنال فووت + متخصصة في البث المباشر للمباريات وتعرض المباريات إذا تزامن بث مباريات مختلفة في نفس الوقت

في 22 يوليو 2022  ، أعلنت مجموعة كنال+ عن إنشاء كنال +فووت.
في 23 أغسطس 2022 ، أعلنت كنال+ أنه سيتم بث القناة على القناتين 11 و 61.
في 31 أغسطس 2022  ، بدأت القناة البث على الساعة 7:45 مساءً  مع عرض برنامج Coup d'envoi ، الذي قدمه هيرفي ماثيوس على قنوات +سبورت التي سبقت أول مباراة تولوز وباريس سان جيرمان والتي انتهت بـ بنتيجة 3-0 لباريس سان جيرمان. تبث القناة من الساعة 7:30 صباحًا حتى الساعة 8 صباحًا حتى حوالي الساعة 3 صباحًا حتى 4 صباحًا.
في 13 يونيو 2023  ، أعلنت مجموعة كنال+ عن تمديد بث الدوري الفرنسي للسيدات بأفضل المبارايات في اليوم على القناة لمدة ستة مواسم إضافية.
في 1 سبتمبر 2023 ، جميع قنوات كنال+ بما في ذلك " +فووت »، استفادوا من تغيير هويتهم المرئية.

## الأحداث الرياضية
تتكون برامج +فووت من البث المباشر للمباريات والإعادة ، فضلاً عن البرامج الرياضية المخصصة لأخبار كرة القدم والأفلام الوثائقية عن كرة القدم.
عندما يتم لعب عدة مباريات في نفس الوقت ، يتم نقلها بالكامل على قنوات الرياضية الأخرى التي تحمل اسم فووت+ .
على الرغم من أن القناة لا تبث أي برامج رياضية بشكل كامل ، إلا أن القناة لا تخضع لنفس القواعد التي تخضع لها كنال + . : يمكن بالتالي بث الإعلانات خلال فترة الشوط الأول من المباريات التي تبث مباشرة على الهواء.

### العروض الحالية
- Jour de foot ، صحيفة أخبار كرة القدم اليومية ، تبث من الاثنين إلى الجمعة الساعة 8:25 مساءً ، يقدمها إريك بيسنارد ،
- قناة نادي كرة القدم : مجلة كرة القدم ، تُذاع يوم الأحد الساعة 7:25 مساءً ، مقدمة من هيرفي ماتو
- قناة نادي الأبطال : مجلة عن دوري أبطال أوروبا ، تُذاع يومي الثلاثاء والأربعاء الساعة 7:50 مساءً والساعة 11 مساءً ، مقدمة من هيرفي ماتو .
- هيستوار دي تشامبيون ، برنامج استعادي عن دوري أبطال أوروبا ، قدمه غوتييه كونتزمان.
- Soir d'Europe ، مجلة حول الدوري الأوروبي ومؤتمر الدوري الأوروبي ، تُذاع يوم الخميس الساعة 11 مساءً ، مقدمة من Clément Gacheny.
- Soir de Ligue 1 ، مجلة Ligue 1 ، تُذاع يوم السبت الساعة 11 مساءً ، مقدمة من Clément Gacheny.
- مباراة زي داي ، مجلة الدوري الإنجليزي الممتاز ، تبث بعد ظهر السبت والأحد ، يقدمها جوريس سابي.
- مراجعة الدوري الإنجليزي ، مجلة ملخصات مباريات الدوري الإنجليزي .
- D1 le mag ، مجلة غامرة في نادٍ للسيدات من الدرجة الأولى .
- مدير قدم القناة ، برنامج حول فك التشفير التكتيكي ، قدمه غوتييه كونتزمان.
- الرياضة الداخلية ، سلسلة وثائقية غامرة ، قدمها أنطوان لو روي وفينسنت أليكس.
- مراسل رياضي ، سلسلة وثائقية غامرة ، من تقديم أرنو بونين.
- دكتور رياضي : وثائقي فريد.

### الحقوق الحالية
- دوري ابطال اوروبا : ملصق واحد كل مساء (2021-2024) ثم كل مباراة يومي الثلاثاء والأربعاء الساعة 9 مساءً (2024-2027).
- الدوري الاوروبي : ملصق واحد كل مساء (2021-2024) ثم كل مباراة يوم الخميس الساعة 9 مساءً (2024-2027).
- مؤتمر الدوري الأوروبي : ملصق واحد كل مساء (2021-2024) ثم كل مباراة يوم الخميس الساعة 9 مساءً (2024-2027).
- كأس السوبر الأوروبي : النهائي في أغسطس (2021-2027).
- الدوري الأول : جميع المباريات (2019-2025) مع فوت +
- الدوري 1 : ملصقان يوم السبت الساعة 9 مساءً والأحد الساعة 5:05 مساءً (2020-2024).
- D1 للسيدات : ملصق واحد يوم الجمعة الساعة 9 مساءً ، ملصق واحد يوم الأحد الساعة 9 مساءً (2018-2029).
- كأس الأبطال : النهائي في أغسطس (2019-2023).
- الوطنية 1 : ملصق واحد يوم الإثنين الساعة 6:30 مساءً (2016-2024).
- دوري الشباب : جميع المباريات (2024-2027).
- فريق فرنسا تحت 23 سنة : جميع ملصقات فريق France Espoirs.
- كأس العالم للأندية : نصف النهائي والنهائي (منذ 2023)

## الانتشار
تبث قناة + فووت عبر الكنال سات والكابل أو اي بي تي في أو الألياف البصرية من SFR TV أو Bouygues Telecom أو Freebox TV أو La TV d'Orange عبر موقعها الإلكتروني وتطبيق الهاتف المحمول MyCanal .

## المذكرات و المراجع
1. ↑  "Lancement de deux nouvelles chaînes sport dès le 31 août". CANAL+ Assistance (بالفرنسية). Archived from the original on 2023-07-05. Retrieved 2022-08-09.
2. ↑  Taquet, Paul (22 Jul 2022). "Canal+ Sport 360 et Canal+ Foot : les 2 nouvelles chaînes sport du groupe CANAL". Freenews (بfr-FR). Archived from the original on 2023-06-28. Retrieved 2022-10-01.{{استشهاد ويب}}:  صيانة الاستشهاد: لغة غير مدعومة (link)
3. ↑  "ACTUS". pro.canalplus.com. مؤرشف من الأصل في 2023-04-27. اطلع عليه بتاريخ 2022-08-09.
4. ↑  https://static.canal-plus.net/boutique/espace-client/pds/PLAN_DE_SERVICE_CANAL_PLUS_AOUT_2022.pdf نسخة محفوظة 2023-07-05 على موقع واي باك مشين.
5. ↑  "Canal+ lance deux nouvelles chaînes". L'Équipe (بالفرنسية). Archived from the original on 2022-10-06. Retrieved 2022-10-01.
6. ↑  "CANAL+FOOT cette semaine : temps forts, grilles de programmes, dernières minutes, communiqués de presse, bandes annonces, etc". pro.canalplus.com. مؤرشف من الأصل في 2023-07-05. اطلع عليه بتاريخ 2022-08-09.
7. ↑  "Football : M6 et France Télévisions diffuseront les matchs des Bleues hors Mondial et Euro, Canal+ garde la D1". ozap.com (بالفرنسية). 13 Jun 2023. Archived from the original on 2023-06-22. Retrieved 2023-06-13.
8. ↑  "Changement d'identité visuelle pour les chaînes CANAL+". Planète CSAT (بfr-FR). 1 Jul 2023. Archived from the original on 2023-07-05. Retrieved 2023-07-02.{{استشهاد ويب}}:  صيانة الاستشهاد: لغة غير مدعومة (link)

### روابط خارجية
قالب:Liens
- Site officielوصلة=https://www.wikidata.org/wiki/Q113834002?uselang=fr#P856|خط_أساسي|رتبة=noviewer|10x10بك|Voir et modifier les données sur Wikidata